# Xiuquan
Lo Xiuquan (秀拳, Pugilato Eccellente) è uno stile di arti marziali cinesi. Il nome completo è Xiuping Baguaquan (秀平八卦拳, Pugilato degli otto trigrammi unico ed eccellente). È una scuola che deriva dallo Shaolinquan.
Si narra che questo stile sia stato creato nel 1644 dal monaco Shaolin chiamato Faqing.
Egli fu costretto a trasferirsi a Kaocheng (oggi è il territorio di due contee: Lankao e Mingquan) nella provincia di Henan ed a insegnare arti marziali per vivere. Egli ebbe due studenti: Xu Jingyu e Zheng Qitian; Xu Jingyu insegnò a sua volta a Zhang Zizong, He Beihai e Yuan Tiandu. In seguito lo Xiuquan venne studiato solo dalla discendenza di Zhang Zizong e per questo motivo se ne attribuisce a volte la fondazione a Zhang stesso.
Oggi lo stile è praticato in alcuni villaggi della contea Mingquan come Beiguanxian, Linqixian, Zhuguanxian, Shunhexian e Yanjixian; inoltre è possibile ritrovarne tracce in altre contee come Ducheng ed in altri villaggi come Wanqiaoxian.
Molti sono i Taolu in corrispondenza a vari stili da cui lo Xiuquan ha attinto: Paoquan (炮拳), Fohanquan (佛汉拳), Houquan (猴拳), Jingangquan (金刚拳), Feishouquan (飞手拳), Xiaoyangquan (小阳拳), Ziquan (字拳), Xiyangzhang (西洋掌), Erhongquan (二洪拳), Dahongquan (大洪拳), Baguaquan (八卦拳), Meihuaquan (梅花拳) e Feihuquan (飞虎拳); inoltre vi è una forma detta Xiuquan Shisanshi (秀拳十三式) e un metodo di applicazione del dao ed uno del qiang.